# Rettlkirchspitze
Rettlkirchspitze (2475 m n. m.) je hora ve Wölzských Taurách (součást Nízkých Taur) v rakouské spolkové zemi Štýrsko. Nachází se asi 4 km jihovýchodně od silničního sedla Sölkpass (1788 m n. m.), 9 km severoseverozápadně od vesnice St. Peter am Kammersberg a 16 km severně od města Murau. Pod jihovýchodními svahy hory se rozkládá jezero Rettlsee. Rettlkirchspitze je nejvyšší horou Wölzských Taur.
Na vrchol lze vystoupit po značené turistické trase č. 928 od parkoviště u chaty Hölzlerhütte (1535 m n. m.) nebo po trase č. 929 od parkoviště u chaty Greimhütte (1649 m n. m.).